# Vlădești (gmina Tigveni)
Vlădești – wieś w Rumunii, w okręgu Ardżesz, w gminie Tigveni. W 2011 roku liczyła 169 mieszkańców.